# Saint-Germain-de-Longue-Chaume
Saint-Germain-de-Longue-Chaume là một xã thuộc tỉnh Deux-Sèvres trong vùng Nouvelle-Aquitaine phía tây nước Pháp. Xã này nằm ở khu vực có độ cao từ 163-232 mét trên mực nước biển.